# Jean Salamé
Pour les articles homonymes, voir Salamé.
Jean Salamé, né en 1958, est un céiste français de slalom. 
Il est médaillé d'argent en canoë monoplace (C1) par équipe aux Championnats du monde de slalom 1981 à Bala. 